# Clasificarea Bibliotecii Congresului SUA
Clasificarea Bibliotecii Congresului SUA (abr. en. LCC) este un sistem de clasificare a documentelor din biblioteci elaborat de Biblioteca Congresului Statelor Unite ale Americii. Clasificarea Bibliotecii Congresului este utilizată de majoritatea bibliotecilor academice și de cercetare din S.U.A. și din alte țări.

## Alte sisteme de clasificare
Pe lângă clasificarea Bibliotecii Congresului, la nivel internațional, mai există și alte sisteme de clasificare a publicațiilor:
- Clasificarea Zecimală Universală
- clasificarea Dewey
- clasificarea Cutter
- clasificarea Cunningham
- clasificarea lui Ranganathan
- clasificarea bibliografică Bliss
- clasificarea bibliografică sovietică
- indexarea coordonată

## Legături externe
- en  Prezentarea Clasificării Bibliotecii Congresului, loc.gov
- en  Library of Congress – classification, loc.gov
- en  Cataloging Distribution Services, loc.gov
- en  Map Library of Congress vs. Dewey Decimal Arhivat în 19 aprilie 2018, la Wayback Machine., questionpoint.org
- en  Map Dewey Decimal vs. Library of Congress Arhivat în 3 mai 2018, la Wayback Machine., questionpoint.org